# Japan Open Tennis Championships
Il Japan Open Tennis Championships, noto come Kinoshita group Japan Open Tennis Championships e precedentemente come Rakuten Japan Open Tennis Championships per ragioni di sponsorizzazione, è un torneo di tennis professionistico maschile facente parte dell'ATP Tour 500 che si tiene annualmente a Tokyo in Giappone. Il torneo si gioca sui campi in cemento all'aperto dell'Ariake Coliseum con alcune eccezioni, tra il 1978 e il 1981 si giocò sui campi in terra rossa, mentre nel 2018 l'Ariake fu sottoposto a un intervento di ristrutturazione in vista dei Giochi della XXXII Olimpiade di Tokyo, e quell'edizione si svolse sui campi in cemento indoor del Musashino Forest Sport Plaza.
Fu inaugurato nel 1973 come evento facente parte del circuito maggiore maschile e nel 1979 furono aggiunti i tornei del circuito maggiore femminile. L'evento femminile si tenne fino al 2008, nel 2009 fu assorbito dal torneo Pan Pacific Open che si teneva fino al 2008 al Tokyo Metropolitan Gymnasium e nel 2009 fu spostato all'Ariake Coliseum mantenendo il nome Pan Pacific Open. Il Japan Open femminile, che faceva parte del circuito WTA, si tenne ancora nel 2009 e nel 2010 ma fu declassato a torneo dell'ITF Women's Circuit con un montepremi da $100.000+H, e definitivamente dismesso dopo l'edizione del 2010. Si continuò invece a giocare il Japan Open maschile nell'ambito dell'ATP Tour 500.
Il giocatore più titolato è Stefan Edberg con 4 successi. Il torneo è stato sponsorizzato dal 2009 al 2022 dalla Rakuten. Le edizioni del 2020 e del 2021 non furono disputate a causa della pandemia di COVID-19.

## Albo d'oro

### Singolare maschile
| Anno       | Vincitore                             | Finalista                             | Punteggio                             |
| ---------- | ------------------------------------- | ------------------------------------- | ------------------------------------- |
| 1973       | Ken Rosewall                          | John Newcombe                         | 6−1, 6−4                              |
| 1974       | Rod Laver                             | Juan Gisbert                          | 5−7, 6−2, 6−0                         |
| 1975       | Raúl Ramírez                          | Manuel Orantes                        | 6−4, 7−5, 6−3                         |
| 1976       | Roscoe Tanner                         | Corrado Barazzutti                    | 6−3, 6−2                              |
| 1977       | Manuel Orantes                        | Kim Warwick                           | 6−2, 6−1                              |
| 1978       | Adriano Panatta                       | Pat Du Pré                            | 6−3, 6−3                              |
| 1979       | Terry Moor                            | Pat Du Pré                            | 3−6, 7−6, 6−2                         |
| 1980       | Ivan Lendl                            | Eliot Teltscher                       | 3−6, 6−4, 6−0                         |
| 1981       | Balázs Taróczy                        | Eliot Teltscher                       | 6−3, 1−6, 7−6                         |
| 1982       | Jimmy Arias                           | Dominique Bedel                       | 6−2, 2−6, 6−4                         |
| 1983       | Eliot Teltscher                       | Andrés Gómez                          | 7−5, 3−6, 6−1                         |
| 1984       | David Pate                            | Terry Moor                            | 6−3, 7−5                              |
| 1985       | Scott Davis                           | Jimmy Arias                           | 6−1, 7−6                              |
| 1986       | Ramesh Krishnan                       | Johan Carlsson                        | 6−3, 6−1                              |
| 1987       | Stefan Edberg (1)                     | David Pate                            | 7−6, 6−4                              |
| 1988       | John McEnroe                          | Stefan Edberg                         | 6−2, 6−2                              |
| 1989       | Stefan Edberg (2)                     | Ivan Lendl                            | 6−3, 2−6, 6−4                         |
| 1990       | Stefan Edberg (3)                     | Aaron Krickstein                      | 6−4, 7−5                              |
| 1991       | Stefan Edberg (4)                     | Ivan Lendl                            | 6−1, 7−5, 6−0                         |
| 1992       | Jim Courier (1)                       | Richard Krajicek                      | 6−4, 6−4, 7−6(3)                      |
| 1993       | Pete Sampras (1)                      | Brad Gilbert                          | 6−2, 6−2, 6−2                         |
| 1994       | Pete Sampras (2)                      | Michael Chang                         | 6−4, 6−2                              |
| 1995       | Jim Courier (2)                       | Andre Agassi                          | 6−4, 6−3                              |
| 1996       | Pete Sampras (3)                      | Richey Reneberg                       | 6−4, 7−5                              |
| 1997       | Richard Krajicek                      | Lionel Roux                           | 6−2, 3−6, 6−1                         |
| 1998       | Andrei Pavel                          | Byron Black                           | 6−3, 6−4                              |
| 1999       | Nicolas Kiefer                        | Wayne Ferreira                        | 7−6(5), 7−5                           |
| 2000       | Sjeng Schalken                        | Nicolás Lapentti                      | 6−4, 3−6, 6−1                         |
| 2001       | Lleyton Hewitt                        | Michel Kratochvil                     | 6−4, 6−2                              |
| 2002       | Kenneth Carlsen                       | Magnus Norman                         | 7−6(6), 6−3                           |
| 2003       | Rainer Schüttler                      | Sébastien Grosjean                    | 7−6(5), 6−2                           |
| 2004       | Jiří Novák                            | Taylor Dent                           | 5−7, 6−1, 6−3                         |
| 2005       | Wesley Moodie                         | Mario Ančić                           | 1−6, 7−6(7), 6−4                      |
| 2006       | Roger Federer                         | Tim Henman                            | 6−3, 6−3                              |
| 2007       | David Ferrer                          | Richard Gasquet                       | 6−1, 6−2                              |
| 2008       | Tomáš Berdych                         | Juan Martín del Potro                 | 6–1, 6–4                              |
| 2009       | Jo-Wilfried Tsonga                    | Michail Južnyj                        | 6–3, 6–3                              |
| 2010       | Rafael Nadal                          | Gaël Monfils                          | 6−1, 7−5                              |
| 2011       | Andy Murray                           | Rafael Nadal                          | 3−6, 6−2, 6−0                         |
| 2012       | Kei Nishikori (1)                     | Milos Raonic                          | 7−6(5), 3−6, 6−0                      |
| 2013       | Juan Martín del Potro                 | Milos Raonic                          | 7−6(5), 7−5                           |
| 2014       | Kei Nishikori (2)                     | Milos Raonic                          | 7−6(5), 4−6, 6−4                      |
| 2015       | Stan Wawrinka                         | Benoît Paire                          | 6−2, 6−4                              |
| 2016       | Nick Kyrgios                          | David Goffin                          | 4−6, 6−3, 7−5                         |
| 2017       | David Goffin                          | Adrian Mannarino                      | 6−3, 7−5                              |
| 2018       | Daniil Medvedev                       | Kei Nishikori                         | 6−2, 6−4                              |
| 2019       | Novak Đoković                         | John Millman                          | 6−3, 6−2                              |
| 2020- 2021 | Annullato per pandemia di Coronavirus | Annullato per pandemia di Coronavirus | Annullato per pandemia di Coronavirus |
| 2022       | Taylor Fritz                          | Frances Tiafoe                        | 7−6(3), 7−6(2)                        |
| 2023       | Ben Shelton                           | Aslan Karacev                         | 7−5, 6−1                              |
| 2024       | Arthur Fils                           | Ugo Humbert                           | 5−7, 7−6(6), 6−3                      |

### Doppio maschile
| Anno       | Vincitori                                | Finalisti                             | Punteggio                             |
| ---------- | ---------------------------------------- | ------------------------------------- | ------------------------------------- |
| 1973       | Malcolm Anderson Ken Rosewall (1)        | Colin Dibley Allan Stone              | 7−5, 7−5                              |
| 1974       | Raymond Moore Onny Parun                 | Juan Gisbert Roger Taylor             | 4−6, 6−2, 6−4                         |
| 1975       | Brian Gottfried Raúl Ramírez             | Juan Gisbert Sr. Manuel Orantes       | 7−6, 6−4                              |
| 1976       | Bob Carmichael Ken Rosewall (2)          | Ismail El Shafei Brian Fairlie        | 6−4, 6−4                              |
| 1977       | Geoff Masters (1) Kim Warwick            | Colin Dibley Chris Kachel             | 6−2, 7−6                              |
| 1978       | Ross Case Geoff Masters (2)              | Željko Franulović Buster Mottram      | 6−2, 4−6, 6−1                         |
| 1979       | Colin Dibley Pat Du Pré                  | Rod Frawley Francisco González        | 3−6, 6−1, 6−1                         |
| 1980       | Ross Case Jaime Fillol                   | Terry Moor Eliot Teltscher            | 6−3, 3−6, 6−4                         |
| 1981       | Heinz Günthardt Balázs Taróczy           | Larry Stefanki Robert Van't Hof       | 3−6, 6−2, 6−1                         |
| 1982       | Sherwood Stewart Ferdi Taygan            | Tim Gullikson Tom Gullikson           | 6−1, 3−6, 7−6                         |
| 1983       | Sammy Giammalva Jr. Steve Meister        | Tim Gullikson Tom Gullikson           | 6−4, 6−7, 7−6                         |
| 1984       | David Dowlen Nduka Odizor                | Mark Dickson Steve Meister            | 6−7, 6−4, 6−3                         |
| 1985       | Scott Davis David Pate                   | Sammy Giammalva Jr. Greg Holmes       | 7−6, 6−7, 6−3                         |
| 1986       | Matt Anger Ken Flach (1)                 | Jimmy Arias Greg Holmes               | 6−2, 6−3                              |
| 1987       | Paul Annacone Kevin Curren               | Andrés Gómez Anders Järryd            | 6−4, 7−6                              |
| 1988       | John Fitzgerald Johan Kriek              | Steve Denton David Pate               | 6−4, 6−7, 6−4                         |
| 1989       | Ken Flach (2) Robert Seguso              | Kevin Curren David Pate               | 7−6, 7−6                              |
| 1990       | Mark Kratzmann Wally Masur               | Kent Kinnear Brad Pearce              | 3−6, 6−3, 6−4                         |
| 1991       | Stefan Edberg Todd Woodbridge (1)        | John Fitzgerald Anders Järryd         | 6−4, 5−7, 6−4                         |
| 1992       | Kelly Jones Rick Leach (1)               | John Fitzgerald Anders Järryd         | 0−6, 7−5, 6−3                         |
| 1993       | Ken Flach (3) Rick Leach (2)             | Glenn Michibata David Pate            | 2−6, 6−3, 6−4                         |
| 1994       | Henrik Holm Anders Järryd                | Sébastien Lareau Patrick McEnroe      | 7−5, 6−1                              |
| 1995       | Mark Knowles Jonathan Stark              | John Fitzgerald Anders Järryd         | 6−3, 3−6, 7−6                         |
| 1996       | Todd Woodbridge (2) Mark Woodforde       | Mark Knowles Rick Leach               | 6−2, 6−3                              |
| 1997       | Martin Damm Daniel Vacek (1)             | Justin Gimelstob Patrick Rafter       | 2−6, 6−2, 7−6                         |
| 1998       | Sébastien Lareau Daniel Nestor           | Olivier Delaître Stefano Pescosolido  | 6−3, 6−4                              |
| 1999       | Jeff Tarango Daniel Vacek (2)            | Wayne Black Brian MacPhie             | 4−3 rit.                              |
| 2000       | Mahesh Bhupathi Leander Paes             | Michael Hill Jeff Tarango             | 6−4, 6(1)−7, 6−3                      |
| 2001       | Rick Leach (3) David Macpherson          | Paul Hanley Nathan Healey             | 1−6, 7−6(6), 7−6(4)                   |
| 2002       | Jeff Coetzee Chris Haggard               | Jan−Michael Gambill Graydon Oliver    | 7−6(4), 6−4                           |
| 2003       | Justin Gimelstob Nicolas Kiefer          | Scott Humphries Mark Merklein         | 6−7, 6−3, 7−6                         |
| 2004       | Jared Palmer Pavel Vízner                | Jiří Novák Petr Pála                  | 5−1 rit.                              |
| 2005       | Satoshi Iwabuchi Takao Suzuki            | Simon Aspelin Todd Perry              | 5−4(3), 5−4(13)                       |
| 2006       | Ashley Fisher Tripp Phillips             | Paul Goldstein Jim Thomas             | 6−2, 7−5                              |
| 2007       | Jordan Kerr Robert Lindstedt             | Frank Dancevic Stephen Huss           | 6−4, 6−4                              |
| 2008       | Michail Južnyj Miša Zverev               | Lukáš Dlouhý Leander Paes             | 6−3, 6−4                              |
| 2009       | Julian Knowle Jürgen Melzer              | Ross Hutchins Jordan Kerr             | 6–2, 5–7, [10–8]                      |
| 2010       | Eric Butorac Jean-Julien Rojer           | Andreas Seppi Dmitrij Tursunov        | 6−3, 6−2                              |
| 2011       | Andy Murray Jamie Murray                 | František Čermák Filip Polášek        | 6−1, 6−4                              |
| 2012       | Alexander Peya Bruno Soares              | Leander Paes Radek Štěpánek           | 6−3, 7−6(5)                           |
| 2013       | Rohan Bopanna Édouard Roger-Vasselin (1) | Jamie Murray John Peers               | 7−6(5), 6−4                           |
| 2014       | Pierre-Hugues Herbert Michał Przysiężny  | Ivan Dodig Marcelo Melo               | 6−3, 6(3)−7, [10−5]                   |
| 2015       | Raven Klaasen Marcelo Melo (1)           | Juan Sebastián Cabal Robert Farah     | 7–6(5), 3–6, [10–7]                   |
| 2016       | Marcel Granollers Marcin Matkowski       | Raven Klaasen Rajeev Ram              | 6−2, 7−6(4)                           |
| 2017       | Ben McLachlan (1) Yasutaka Uchiyama      | Jamie Murray Bruno Soares             | 6–4, 7–6(1)                           |
| 2018       | Ben McLachlan (2) Jan-Lennard Struff     | Raven Klaasen Michael Venus           | 6–4, 7–5                              |
| 2019       | Nicolas Mahut Édouard Roger-Vasselin (2) | Nikola Mektić Franko Škugor           | 7–6(7), 6–4                           |
| 2020- 2021 | Annullato per pandemia di Coronavirus    | Annullato per pandemia di Coronavirus | Annullato per pandemia di Coronavirus |
| 2022       | Mackenzie McDonald Marcelo Melo (2)      | Rafael Matos David Vega Hernández     | 6–4, 3–6, [10–4]                      |
| 2023       | Rinky Hijikata Max Purcell               | Jamie Murray Michael Venus            | 6–4, 6–1                              |
| 2024       | Julian Cash Lloyd Glasspool              | Ariel Behar Robert Galloway           | 6–4, 4–6, [12–10]                     |

### Singolare femminile
| Anno | Vincitore            | Finalista              | Punteggio        |
| ---- | -------------------- | ---------------------- | ---------------- |
| 1979 | Betsy Nagelsen       | Naoko Satō             | 6−1, 3−6, 6−3    |
| 1980 | Mariana Simionescu   | Nerida Gregory         | 6−4, 6−4         |
| 1981 | Marie Pinterova      | Pam Casale             | 2−6, 6−4, 6−1    |
| 1982 | Laura Gildemeister   | Pilar Vásquez          | 3−6, 6−4, 6−0    |
| 1983 | Etsuko Inoue         | Shelley Solomon        | 6−2, 5−7, 6−1    |
| 1984 | Lilian Kelaidis      | Shawn Foltz            | 6−4, 6−2         |
| 1985 | Gabriela Sabatini    | Linda Gates            | 6−3, 6−4         |
| 1986 | Helen Kelesi         | Bettina Fulco−Villella | 6−2, 6−2         |
| 1987 | Katerina Maleeva     | Barbara Gerken         | 6−2, 6−3         |
| 1988 | Patty Fendick        | Stephanie Rehe         | 6−3, 7−5         |
| 1989 | Kumiko Okamoto       | Elizabeth Smylie       | 6−4, 6−2         |
| 1990 | Catarina Lindqvist   | Elizabeth Smylie       | 6−3, 6−2         |
| 1991 | Lori McNeil          | Sabine Appelmans       | 2−6, 6−2, 6−1    |
| 1992 | Kimiko Date (1)      | Sabine Appelmans       | 7−5, 3−6, 6−3    |
| 1993 | Kimiko Date (2)      | Stephanie Rottier      | 6−1, 6−3         |
| 1994 | Kimiko Date (3)      | Amy Frazier            | 7−5, 6−0         |
| 1995 | Amy Frazier (1)      | Kimiko Date            | 7−6, 7−5         |
| 1996 | Kimiko Date (4)      | Amy Frazier            | 7−5, 6−4         |
| 1997 | Ai Sugiyama (1)      | Amy Frazier            | 4−6, 6−4, 6−4    |
| 1998 | Ai Sugiyama (2)      | Corina Morariu         | 6−3, 6−3         |
| 1999 | Amy Frazier (2)      | Ai Sugiyama            | 6−2, 6−2         |
| 2000 | Julie Halard-Decugis | Amy Frazier            | 5−7, 7−5, 6−4    |
| 2001 | Monica Seles         | Tamarine Tanasugarn    | 6−3, 6−2         |
| 2002 | Jill Craybas         | Silvija Talaja         | 2−6, 6−4, 6−4    |
| 2003 | Marija Šarapova (1)  | Anikó Kapros           | 2−6, 6−2, 7−6(5) |
| 2004 | Marija Šarapova (2)  | Mashona Washington     | 6−0, 6−1         |
| 2005 | Nicole Vaidišová     | Tatiana Golovin        | 7−6(4), 3−2 rit. |
| 2006 | Marion Bartoli       | Aiko Nakamura          | 2−6, 6−2, 6−2    |
| 2007 | Virginie Razzano     | Venus Williams         | 4−6, 7−6(7), 6−4 |
| 2008 | Caroline Wozniacki   | Kaia Kanepi            | 6−2, 3−6, 6−1    |

### Doppio femminile
| Anno       | Vincitrici                             | Finaliste                           | Punteggio        |
| ---------- | -------------------------------------- | ----------------------------------- | ---------------- |
| 1974       | Ann Kiyomura (1) Kazuko Sawamatsu (1)  | Kimiyo Hatanaka Janet Young         | 4−6, 6−4, 6−0    |
| 1975       | Ann Kiyomura (2) Kazuko Sawamatsu (2)  | Kayoko Fukuoka Kiyoko Nomura        | 6−2, 6−3         |
| 1976- 1978 | Non disputato                          | Non disputato                       | Non disputato    |
| 1979       | Betsy Nagelsen Penny Johnson           | Yu Li Chiao Chen Chuan              | 3−6, 6−4, 7−6    |
| 1980       | Dana Gilbert P. Louie−Harper           | Nerida Gregory Marie Neumannová     | 7−5, 7−6         |
| 1981       | Cláudia Monteiro Pat Medrado           | Barbara Jordan Roberta McCallum     | 6−3, 3−6, 6−2    |
| 1982       | Laura duPont Barbara Jordan            | Naoko Satō B. Remilton−Ward         | 6−2, 6−7, 6−1    |
| 1983       | Chris O'Neil Pam Whytcross             | Helena Manset Micki Schillig        | 6−3, 7−5         |
| 1984       | Betsy Nagelsen (1) Candy Reynolds      | Emilse Raponi Adriana Villagrán     | 6−3, 6−2         |
| 1985       | Belinda Cordwell Julie Richardson      | Laura Gildemeister Beth Herr        | 6−4, 6−4         |
| 1986       | Sandy Collins Sharon Walsh             | Susan Mascarin Betsy Nagelsen       | 6−1, 6−2         |
| 1987       | Kathy Jordan (1) Betsy Nagelsen (2)    | Sandy Collins Sharon Walsh          | 6−3, 7−5         |
| 1988       | Gigi Fernández Robin White             | Lea Antonoplis Barbara Gerken       | 6−1, 6−4         |
| 1989       | Jill Hetherington Elizabeth Smylie (1) | Ann Henricksson Beth Herr           | 6−1, 6−3         |
| 1990       | Kathy Jordan (2) Elizabeth Smylie (2)  | Hu Na Michelle Jaggard              | 6−0, 3−6, 6−1    |
| 1991       | Amy Frazier (1) Maya Kidowaki (1)      | Yone Kamio Akiko Kijimuta           | 6−2, 6−4         |
| 1992       | Amy Frazier (2) Rika Hiraki (1)        | Kimiko Date Stephanie Rehe          | 5−7, 7−6, 6−0    |
| 1993       | Ei Iida Maya Kidowaki (2)              | Li Fang Kyōko Nagatsuka             | 6−2, 4−6, 6−4    |
| 1994       | Mami Donoshiro Ai Sugiyama (1)         | Yayuk Basuki Nana Miyagi            | 6−4, 6−1         |
| 1995       | Miho Saeki Yuka Yoshida                | Kyōko Nagatsuka Ai Sugiyama         | 6−7, 6−4, 7−6    |
| 1996       | Kimiko Date Ai Sugiyama (2)            | Amy Frazier Kimberly Po             | 7−6, 6−7, 6−3    |
| 1997       | Alexia Dechaume Rika Hiraki (2)        | Kerry−Anne Guse Corina Morariu      | 6−4, 6−2         |
| 1998       | Naoko Kijimuta Nana Miyagi (1)         | Amy Frazier Rika Hiraki             | 6−3, 4−6, 6−4    |
| 1999       | Corina Morariu Kimberly Po             | C. Barclay−Reitz Kerry−Anne Guse    | 6−3, 6−2         |
| 2000       | Julie Halard Corina Morariu            | Tina Križan Katarina Srebotnik      | 6−1, 6−2         |
| 2001       | Liezel Huber Rachel McQuillan          | Janet Lee Wynne Prakusya            | 6−2, 6−0         |
| 2002       | Shinobu Asagoe (1) Nana Miyagi (2)     | S Kuznecova Arantxa Sánchez         | 6−4, 4−6, 6−4    |
| 2003       | Marija Šarapova Tam. Tanasugarn        | Ansley Cargill Ashley Harkleroad    | 7−6(1), 6−0      |
| 2004       | Shinobu Asagoe (2) Katarina Srebotnik  | Jennifer Hopkins Mashona Washington | 6−1, 6−4         |
| 2005       | Gisela Dulko Marija Kirilenko          | Shinobu Asagoe María Vento−Kabchi   | 7−5, 4−6, 6−3    |
| 2006       | Vania King Jelena Kostanić Tošić       | Chan Yung−Jan Chuang Chia−jung      | 7−6(2), 5−7, 6−2 |
| 2007       | Sun Tiantian Yan Zi                    | Chuang Chia−jung Vania King         | 1−6, 6−2, [10−6] |
| 2008       | Jill Craybas Marina Eraković           | Ayumi Morita Aiko Nakamura          | 4−6, 7−5, [10−6] |